# Que baje Dios y lo vea
Que baje Dios y lo vea es una comedia española dirigida por Curro Velázquez que se estrenó el 5 de enero de 2018. La película se ambienta en el ficticio monasterio de San Teodosio, que en realidad es el Monasterio de la Caridad, en Ciudad Rodrigo.

## Sinopsis
La película sucede en el monasterio de San Teodosio, un monasterio que está al borde del cierre. Sin embargo, llega al monasterio un nuevo padre, el padre Salvador (Alain Hernández), que por su carácter de padre enrollado y distinto había sido castigado con ir a San Teodosio. Este le recomienda al encargado del monasterio, el padre Munilla (Karra Elejalde), jugar al fútbol para salvar el monasterio.
Al principio se opone, pero finalmente accede. En el equipo juegan otros de los personajes principales como Ramón (El Langui) o Simón (Joel Bosqued). Este último protagoniza una historia de amor durante la película con Sara (Macarena García).
El equipo se proclama campeón nacional, con la ayuda de fichajes como el de Jesús (Guillermo Furiase), que a pesar de pertenecer a un equipo de un monasterio evangélico, fichó por el San Teodosio. Al ser campeón nacional disputa la "Champions Clerum", algo así como la Champions League de la cristiandad. Para alzarse con el título de campeón, el San Teodosio, tenía que batir a la selección de fútbol de Ciudad del Vaticano.
A pesar de los intentos del obispo de convencer al padre Munilla para que perdiesen el partido y así no dejar mal al equipo vaticano, el San Teodosio fue a por todas, y a pesar de llegar a los penaltis, ganó, y lo hizo con un gol del padre Munilla. Aunque hayan ganado, el deciden poner en venta al monasterio, porque no aceptaron dejarse ganar. El padre Salvador sí pudo regresar a África para seguir ayudando a la gente de allí. Con él se fue Ramón (El Langui).
Simón (Joel Bosqued), también dejó el Monasterio, tras poner en orden sus sentimientos. Vio que lo mejor para él era estar junto a Sara (Macarena García).
Luego de esto el padre Munilla recibe una llamada del Papa Francisco invitándolos al vaticano para mudarse y haciendo los dulces (que usaron como chiste toda la película) una marca registrada.

## Reparto
- Karra Elejalde como Padre Munilla.
- Alain Hernández como Padre Salvador.
- El Langui como Ramón.
- Macarena García como Sara.
- Joel Bosqued como Simón.
- Tito Valverde como Obispo.
- Txema Blasco como Padre Huerto.
- Paco Sagarzazu como Padre Profesor.
- Joaquín Núñez como Representante.
- Antonio Durán "Morris" como Padre Cienfuegos.
- Chiqui Maya como Padre Gabriel.
- Javier Losán como Padre Antoñanzas.
- Paco Rueda como Juan Bautista.
- Guillermo Furiase como Jesús Heredia.
- Heldir Delgado como Ulises.
- Francisco Javier Pastor como Portero de discoteca
- Bruno Squarcia como Gondolieri.

## Taquilla
La película fue vista por 270.051 espectadores.